# الحرب في دونباس
الحرب في دونباس أو حرب دونباس هي صراع مسلح في منطقة دونباس الأوكرانية وجزء من الحرب الأوكرانية الروسية. اندلعت بدءًا من مطلع شهر مارس من عام 2014 بعد احتجاجات نظمتها مجموعات انفصالية مناوئة للحكومة ومدعومة من روسيا في أوبلاست دونيتسك ولوهانسك اللتين أطلق عليهما مجتمعتين اسم منطقة دونباس، وذلك في أعقاب الثورة الأوكرانية وحركة الميدان الأوروبي في عام 2014. تصاعدت حدة هذه المظاهرات ووصلت إلى حد صراع مسلح ما بين القوات الانفصالية التابعة لجمهوريتي دونيتسك ولوهانسك الشعبيتين (دي بّي آر وإل بّي آر على التوالي) والحكومة الأوكرانية. أعقبت المظاهرات ضم الاتحاد الروسي للقرم خلال الفترة من فبراير حتى مارس من عام 2014، والتي مثلت جزءًا من مجموعة أوسع من الاحتجاجات المتزامنة المندلعة في جنوب وشرق أوكرانيا. في حين كانت بدايات معظم هذه الاحتجاجات تعابير أبداها السكان الأصليين نتيجة استيائهم من الحكومة الأوكرانية الجديدة، بيد أن روسيا استغلتها من أجل شن حملة سياسية وعسكرية منسقة ضد أوكرانيا. قاد مواطنون روس الحركة الانفصالية في دونيتسك خلال الفترة ما بين شهري أبريل وأغسطس من عام 2014. كان هؤلاء مدعومين بمتطوعين وعتاد زودتهم بها روسيا. اتخذت روسيا «مقاربة هجينة» مع تفاقم الصراع في شهر مايو من عام 2014. إذ وظفت مجموعة من التكتيكات التضليلية والمقاتلين غير النظاميين وعناصر من القوات الروسية النظامية فضلًا عن تقديمها للدعم العسكري التقليدي بهدف الإخلال باستقرار منطقة دونباس.
شنت أوكرانيا هجومًا عسكريًا مضادًا ضد القوات الموالية لروسيا في شهر أبريل من عام 2014 تحت اسم «العملية المضادة للإرهاب» (أيه تي أو) خلال الفترة الممتدة من عام 2014 حتى عام 2018 حين أعيد تسميتها لتصبح تحت اسم «عملية القوات المشتركة» (جي إف أو). استطاعت هذه العملية تقليص مساحة المنطقة الخاضعة لسيطرة القوات الموالية لروسيا إلى حد كبير بحلول أواخر شهر أغسطس عام 2014 حتى اقتربت أوكرانيا من استعادتها السيطرة على الحدود الأوكرانية الروسية. وردًا على ذلك، تخلت روسيا عن مقاربتها الهجينة وباشرت غزوًا تقليديًا لدونباس. عبرت قطاعات من سلاح المدفعية وعناصر من القوات الروسية وما أطلقت عليه روسيا اسم «القافلة الإنسانية» الحدود الأوكرانية الروسية في الفترة من يوم 22 حتى يوم 25 أغسطس. وقعت عمليات اجتياز للحدود في كل من المناطق الخاضعة تحت سيطرة القوات الموالية لروسيا وفي المناطق التي لم تكن خاضعة لسيطرتهم على غرار الجزء الجنوبي الشرقي من أوبلاست دونيتسك بالقرب من نوفوازوفسك. أعقبت هذه الأحداث ما نقلته تقارير عن تعرض المواقع الأوكرانية لقصف المدفعي من الجانب الروسي للحدود على مدار الشهر السابق. وصف رئيس جهاز أمن الدولة الأوكراني فالنتين ناليفايتشينكو الأحداث التي وقعت يوم 22 أغسطس بـ«الغزو الروسي المباشر لأوكرانيا»، في حين وصف مسؤولين غربيين وأوكرانيين آخرين الأحداث بالغزو الروسي «الخفي» لأوكرانيا. أحاط الغموض الموقف الروسي الرسمي حيال تواجد قوات روسية في دونباس؛ في حين أنكرت الهيئات الرسمية حقيقة تواجد «قوات نظامية مسلحة» في أوكرانيا فإنها أكدت وجود «أخصائيين عسكريين» خلال مناسبات عدة، فضلًا عن غيرها من التعبيرات الملطفة الأخرى التي عادةً ما كانت مصحوبة بحجة مفادها بأن روسيا «أجبرت» على نشرهم من أجل «الدفاع عن السكان الناطقين باللغة الروسية».
أفضى هذا الغزو إلى استعادة متمردي دي بّي آر وإل بّي آر لمعظم المناطق التي فقدوها خلال الهجوم العسكري السابق الذي شنته الحكومة الأوكرانية. وقعت كل من أوكرانيا وروسيا ودي بّي آر وإل بّي آر على اتفاق لوقف إطلاق النار يحمل اسم بروتوكول مينسك بتاريخ 5 سبتمبر عام 2014. كان من الشائع مبادرة الطرفين إلى خرق وقف إطلاق النار. وفي أثناء عملية ترسيخ الخط الفاصل ما بين المناطق الواقعة تحت سيطرة الحكومة وتلك الواقعة تحت سيطرة المتمردين خلال وقف إطلاق النار فإن أمراء الحرب استطاعوا بسط سيطرتهم على مساحات شاسعة من الأراضي على الجانب الواقع تحت سيطرة المتمردين مما أدى إلى زعزعة أكبر في استقرار المنطقة. انهار وقف إطلاق النار برمته في شهر يناير من عام 2015، وذلك بعد تجدد الاشتباكات العنيفة في مختلف أنحاء منطقة الصراع ومن ضمنها مطار دونيتسك الدولي وديبالتسيفي. توصلت الأطراف المعنية إلى اتفاق جديد لوقف إطلاق النار تحت مسمى اتفاق مينسك الثاني في 12 فبراير عام 2015. شنت القوات الانفصالية هجومًا على ديبالتسيفي فور التوقيع على الاتفاق مجبرةً القوات الأوكرانية على الانسحاب من المدينة. استمر وقوع مناوشات بسيطة على طول الخط الواصل بين الطرفين خلال الأشهر التي أتبعت سقوط ديبالتسيفي دون وقوع أي تغير يذكر على مناطق السيطرة. أدت حالة الجمود إلى وصف الحرب بـ«الصراع المجمد»، وبالرغم من ذلك فقد ظل الإقليم منطقة حرب قتَل فيها عشرات الجنود والمدنيين بعضهم البعض خلال كل شهر. وبالمتوسط قضى جندي أوكراني واحد حتفه كل ثلاثة أيام في عام 2017 خلال أعمال القتال، في حين قدِرت أعداد القوات الروسية والانفصالية الباقية في المنطقة في حدود الستة آلاف والأربعين ألفًا على التوالي. بحلول أواخر عام 2017، سجلت بعثة المراقبة التابعة لمنظمة الأمن والتعاون في أوروبا نحو ثلاثين ألف فردًا كانوا يرتدون لباسًا عسكريًا عبروا فيه الحدود من روسيا إلى دونباس عند نقطتي التفتيش الحدوديتين المسموح لها بمراقبتهما. كذلك وثقت منظمة الأمن والتعاون في أوروبا عدة حالات عبور لقوافل عسكرية من الاتحاد الروسي إلى المناطق المحتلة سالكةً طرقًا ترابية بعيدًا عن المعابر الحدودية الرسمية، وعادةً ما حصل ذلك خلال ساعات الليل.
بلغ عدد اتفاقات وقف إطلاق النار منذ نشوب الصراع 29 اتفاقًا، وهدف كل منها إلى البقاء قيد التنفيذ إلى أجل غير مسمى، ولكن لم يستطع أيًا منها إيقاف العنف. كانت أنجح محاولة لوضع حد للاقتتال في عام 2016 حين استطاع اتفاق لوقف إطلاق النار الصمود لمدة ستة أسابيع متتالية. دخل آخر اتفاق لوقف إطلاق النار (التاسع والعشرين) حيز التنفيذ بتاريخ 27 يوليو عام 2020. أفضى هذا الاتفاق إلى عدم تسجيل أي خسائر في صفوف القوات الأوكرانية لأكثر من شهر. تراجعت خسائر القوات الأوكرانية خلال الفترة من 27 يوليو عام 2020 حتى 7 نوفمبر عام 2020 إلى عشرة أضعاف ما كانت عليه بحسب ما ذكرته السلطات الأوكرانية (قضى ثلاثة جنود أوكرانيون)، في حين تراجع عدد الهجمات إلى 5.5 ضعف ما كان عليه سابقًا. اتفقت كل من أوكرانيا وروسيا ودي بّي آر وإل بّي آر ومنظمة الأمن والتعاون في أوروبا على خارطة طريق من أجل إنهاء الصراع في 1 أكتوبر عام 2019. ومع ذلك لم يشهد الصراع تحلحلًا منذ حينها، وظلت العديد من المسائل عالقة على عدة أصعدة بحلول أواخر صيف عام 2020. شهد الربع الأول من عام 2021 تزايدًا كبيرًا في الخسائر التي منيت بها القوات الأوكرانية (25 شخصًا بالمقارنة مع 50 شخصًا خلال عام 2020 بأسره)، فضلًا عن حشد روسي لقوة عسكرية ضخمة على الحدود بين دونباس وروسيا في الفترة من أواخر مارس حتى مطلع أبريل عام 2021، وبدايةً من أواخر أكتوبر ونوفمبر عام 2021 حتى الوقت الحاضر.

## الخلفية
في العقد الأول من القرن الحادي والعشرين، بدأ الرئيس الروسي فلاديمير بوتين باتباع السياسات الإمبريالية الجديدة، مستخدمًا الشتات الروسي كأداة لها. وبالفعل حدثت هذه التأثيرات الإقليمية في أوسيتيا الجنوبية وأبخازيا في جورجيا، وكذلك ترانسنيستريا في مولدوفا.

### دونيتسك أوبلاست
بدأت محاولات الاستيلاء على مبنى إدارة الدولة الإقليمي في دونيتسك (أر إس إيه) منذ اندلاع الاحتجاجات الموالية لروسيا في المناطق الشرقية والجنوبية من أوكرانيا، في أعقاب الثورة الأوكرانية عام 2014. احتل المتظاهرون المؤيدون لروسيا منطقة دونيتسك في الفترة من 1 حتى 6 مارس عام 2014، قبل طردهم من قبل جهاز الأمن الأوكراني (إس بي يو). وفي 6 أبريل، تجمع ما بين 1000 و2000 شخص في مسيرة في دونيتسك للمطالبة بإجراء استفتاء على الوضع مشابه للاستفتاء الذي عقد في شبه جزيرة القرم في مارس. واقتحم المتظاهرون مبنى إدارة الدولة الإقليمي، وسيطروا على الطابقين الأولين. قالوا إنه إذا لم تعقد جلسة تشريعية استثنائية من قبل المسؤولين الإقليميين لتنفيذ استفتاء على الوضع، فسوف يسيطرون على الحكومة الإقليمية «بتفويض شعبي»، ويقيلون جميع أعضاء المجالس الإقليمية وأعضاء البرلمان المنتخبين. ونظرًا إلى عدم تلبية هذه المطالب، عقد النشطاء اجتماعًا في مبنى إدارة الدولة الإقليمي وصوتوا لصالح الاستقلال عن أوكرانيا. وأعلنوا تأسيس جمهورية دونيتسك الشعبية (دي بّي أر) في 7 أبريل عام 2014.

### لوهانسك أوبلاست
بدأت الاضطرابات في لوهانسك أوبلاست في 6 أبريل، عندما استولى ما يقرب من 1000 ناشط على مبنى جهاز الأمن في مدينة لوهانسك واحتلوه، بعد احتلال مماثل في مدينتي دونيتسك وخاركيف. وحاصر المتظاهرون المبنى وطالبوا بالإفراج عن جميع القادة الانفصاليين المعتقلين. تمكنت الشرطة من استعادة السيطرة على المبنى، لكن المتظاهرين تجمعوا ليشكلوا «مجلسًا شعبيًا» خارج المبنى ودعوا إلى «حكومة شعبية»، مطالبين إما بالفيدرالية أو الاندماج في الاتحاد الروسي. وفي هذا المجلس، انتخبوا فاليري بولوتوف بمنصب «حاكم الشعب».
جرى الإعلان عن استفتاءين، أحدهما في 11 مايو لتحديد ما إذا كان ينبغي للمنطقة أن تسعى إلى شكل من أشكال الحكم الذاتي، والثاني من المقرر إجراؤه في 18 مايو لتحديد ما إذا كان ينبغي للمنطقة الانضمام إلى الاتحاد الروسي، أو إعلان الاستقلال. وجرى إعلان جمهورية لوهانسك الشعبية (إل بّي أر) في 27 أبريل. وطالب ممثلو الجمهورية الحكومة الأوكرانية بالعفو عن جميع المتظاهرين، وتكريس اللغة الروسية كلغة رسمية، وإجراء استفتاء حول وضع المنطقة. وأصدروا إنذارًا ينص على أنه إذا لم تستجب كييف لمطالبهم بحلول الساعة 14:00 يوم 29 أبريل، فإنهم سيطلقون تمردًا بالتزامن مع تمرد جمهورية دونيتسك الشعبية.

## التاريخ

### أبريل 2014: بدء الصراع
في 12 أبريل، استولى مسلحون موالون لروسيا على مكتب مدينة دونيتسك التابع لوزارة الشؤون الداخلية ومكتبي شرطة آخرين في الإقليم، على الرغم من صدهم بعد هجوم على مكتب المدعي العام وفشلهم في الاستيلاء على مكتب للشرطة في مدينة شاختارسك. وبعد مفاوضات بين المسلحين والموجودين في المبنى، استقال رئيس المكتب من منصبه. شارك ضباط من قوات الشرطة الخاصة البيركوت، التي جرى حلها من قبل الحكومة في أعقاب ثورة فبراير، في الاستيلاء على جانب الانفصاليين. وبعد السيطرة على مبنى إدارة الدولة الإقليمي في دونيتسك وإعلان جمهورية دونيتسك الشعبية، تعهدت المجموعات الموالية لروسيا بالانتشار والسيطرة على البنية التحتية الاستراتيجية عبر دونيتسك أوبلاست، وطالبت المسؤولين العموميين الذين يرغبون بمواصلة عملهم بقسم الولاء للجمهورية.
بحلول 14 أبريل، سيطر مسلحون مؤيدون لروسيا بقيادة عملاء مديرية المخابرات الرئيسية السابقين إيغور جيركين وإيغور بيزلر على المباني الحكومية في العديد من المدن الأخرى داخل الأوبلاست، بما في ذلك سلوفيانسك، وماريوبول، وهورليفكا، وكراماتورسك، ويناكييف، وماكيفكا، ودروزهكيفكا، وجدانيفكا. وبعد الاستيلاء على مبنى إدارة الدولة الإقليمي في دونيتسك، بدأ المسلحون بتوسيع سيطرتهم عبر المدينة. وجرى اقتحام مبنى الإدارة البلدية واحتلاله من قبل المتمردين في 16 أبريل. أدت الإجراءات الإضافية التي قام بها الانفصاليون إلى الاستيلاء على مكاتب شبكة التلفزيون الحكومية الإقليمية في 27 أبريل. وبعد الاستيلاء على مركز البث، بدأ المسلحون ببث القنوات التلفزيونية الروسية. وفي 4 مايو، رُفع علم جمهورية دونيتسك الشعبية فوق مقر الشرطة في مدينة دونيتسك.
كشف عدد من المقابلات التي أجراها المشاركون من الجانب الروسي في الفترة 2019-2020 (بما في ذلك جيركين وبيزلر وغوباريف وآخرون) أن الفكرة الأولية للسيطرة على مدن دونباس قد نُقلت إلى «حاكم الشعب» في دونيتسك بافل غوباريف بواسطة سيرغي غلازييف، مستشار الرئيس الروسي فلاديمير بوتين في ذلك الوقت. التقى فريق غوباريف بفريق جيركين عندما دخل أوكرانيا من روسيا، وكانت الخطة الأصلية هي الاستيلاء على شاختارسك أولًا، حيث كانت أقرب بكثير إلى كل من الحدود الروسية الأوكرانية والقاعدة العسكرية الروسية في روستوف على نهر الدون. بدلًا من ذلك، اتُخذ قرار مهاجمة سلوفيانسك بعد أن عبرت مجموعة جيركين الحدود، ويُفترض أن ذلك يرجع إلى وجود مجموعة أكبر من النشطاء الموالين لروسيا المستعدين لدعم قضيتهم في المدينة. وقُدم الدعم العسكري والمالي للمجموعة من قبل سيرغي أكسيونوف وكونستانتين مالوفيف. ولخصت صحيفة نوفايا جازيتا الوضع على أنه «مجموعة من المرتزقة سيئة الاستعداد تحول منطقة بأكملها إلى حمام دم» وخلصت إلى أن روسيا «ستتحمل المسؤولية الأخلاقية والسياسية عن خسائرها المدنية طالما لم يحاكم المشاركون فيها».
ردًا على الاضطرابات الآخذة في الاتساع، تعهد الرئيس الأوكراني بالنيابة، ألكساندر تورتشينوف، بشن «عملية مكافحة الإرهاب» (إيه تي أو) ضد الحركات الانفصالية في دونيتسك أوبلاست. وقال وزير الشؤون الداخلية أرسين أفاكوف في 9 أبريل إن الاضطرابات في دونيتسك أوبلاست ستحل في غضون 48 ساعة، إما من خلال المفاوضات أو باستخدام القوة. وقع الرئيس ألكساندر تورتشينوف مرسومًا باستعادة مبنى إدارة الدولة الإقليمي في دونيتسك، ووضعه «تحت حماية الدولة»، وعرض العفو عن المتظاهرين إذا ألقوا أسلحتهم.